# Helene Nonné-Schmidt
Helene Nonné-Schmidt (Magdeburgo, 8 de noviembre de 1891-Darmstadt, 7 de abril de 1976) fue una artista textil en la Bauhaus y profesora en la Hochschule für Gestaltung.

## Biografía
Helene Nonne nació el 8 de noviembre de 1891 como hija del ingeniero Franz Nonne y su esposa Leokadya Koterwas en el distrito de Buckau, en Magdeburgo. Asistió a la escuela de artes y oficios de Magdeburgo y de 1913 a 1916 a la Real Escuela de Arte de Berlín y se presentó a un examen de profesora de dibujo. Trabajó como trabajadora social con niños durante la Primera Guerra Mundial. Después del final de la guerra continuó sus estudios y en 1919 se graduó como profesora de artesanía. Después trabajó como profesora de artesanía y dibujo en el Viktoria-Lyceum de Berlín y en la escuela de mujeres de Magdeburgo. Asistió a la exposición de la Bauhaus de 1923 en Weimar y decidió continuar sus estudios allí. Debido a su educación previa, fue eximida del curso preliminar de la Bauhaus y comenzó en 1924 directamente en el Taller de Tejido de la Bauhaus. 
En 1925 se casó con el estudiante de maestría Joost Schmidt (1893-1948), tipógrafo y pintor que enseñó en la Bauhaus y fue jefe del taller de escultura, del departamento de publicidad y de la imprenta. Ambos se mudaron con la Bauhaus a Dessau en el mismo año, donde Schmidt comenzó como un joven maestro. Nonné-Schmidt estudió con Paul Klee, se ocupó de cuestiones de teoría del arte y en 1930 recibió el diploma de la Bauhaus con Klee y Gunta Stölzl. Trabajó como profesora de arte hasta 1933. Vivieron en la calle Burgkühnauer Allee en una de las casas de los maestros de la Bauhaus Dessau hasta 1933 y luego se mudaron a Berlín, donde Joost Schmidt enseñó en la Escuela Reimann. 
En el período del nacionalsocialismo Joost Schmidt fue prohibido de trabajar después de una denuncia. Nonné-Schmidt produjo algunas obras ocasionales de arte y artesanía durante este período. Su estudio fue destruido en la guerra por los bombardeos. Después de la liberación, Joost Schmidt organizó una exposición de la Bauhaus en Berlín Occidental; murió en 1948 mientras preparaba otra exposición en Nuremberg.
En 1949 Nonné-Schmidt trabajó durante un corto tiempo para la revista Heute en Munich y luego se trasladó a Wangen. En 1953 Max Bill fue a buscar a Nonné, como todos la llamaban, a la recién fundada Hochschule für Gestaltung en Ulm, donde dirigió los cursos prelimnares con los antiguos Bauhäusler Josef Albers, Walter Peterhans y Johannes Itten en los primeros años.
Entre sus alumnos se encontraban la artista Mary Bauermeister, Monika Buch, Cornelia Vargas y los diseñadores Immo Krumrey y Martin Krampen. Terminó su actividad docente en Ulm en 1956. En 1961 se trasladó a Darmstadt a la primera sede del Archivo de la Bauhaus y preparó su libro sobre Joost Schmidt, que se publicó póstumamente en 1984.
Helene Nonné-Schmidt tenía 84 años. Murió el 7 de abril de 1976 en Darmstadt.

## Escritos (selección)
- "El territorio de las mujeres en la Bauhaus". 1926. en: Hans Maria Wingler: La Bauhaus 1919-1933. Weimar, Dessau, Berlín y la sucesión en Chicago desde 1937. Colonia, 1962, 3ª edición 1975, pág. 126.
- Joost Schmidt: Enseñanza y trabajo en la Bauhaus 1919-32. Con contribuciones de Heinz Loew y Helene Nonné-Schmidt. Düsseldorf : Edición Marzona, 1984.
- Paul Klee: Cuaderno de bocetos pedagógicos. Nueva edición con un epílogo de Helene Nonné-Schmidt. Berlín: Hermanos Mann, 2003 ISBN 3-7861-1458-7.

## Literatura
- Sigrid Wortmann Weltge: Textiles de la Bauhaus: Arte y artistas del taller de tejido. Schaffhausen : Ed. Stemmle, 1993 ISBN 3-905514-09-5, S. 205
- Eckhard Neumann "Bauhaus y Bauhäusler: Memorias y confesiones". Nueva edición ampliada 1985, Colonia : DuMont, 1996 ISBN 3-7701-1673-9, S. 185-193
- "La Escuela de Diseño de Ulm / La Escuela de Diseño". Comienzos de un proyecto de modernismo radical". Berlín: Ernst and Son, 2003